# A Difícil Arte de Amar
A Difícil Arte de Amar (original: Heartburn) é um filme estadunidense de 1986, do gênero comédia dramática, dirigido por Mike Nichols, e estrelado por Meryl Streep, Jack Nicholson, Stockard Channing, Jeff Daniels e Miloš Forman. O roteiro de Nora Ephron é baseado em seu romance semi-autobiográfico de mesmo nome, que foi inspirado por seu segundo casamento tempestuoso, com Carl Bernstein, e seu caso com Margaret Jay, a filha do ex-primeiro-ministro britânico James Callaghan. O filme é sobre uma escritora de matérias culinárias de Nova Iorque, que conhece um colunista de jornal de Washington, D.C. e logo se casam. Eles tornam-se muito bem casados até que ela descobre que seu marido está tendo um caso. É o primeiro filme de Nicholson e Streep juntos, antes de estrelarem em Ironweed, e também é a estreia no cinema de Kevin Spacey como um bandido de rua com uma breve aparição.
A música tema do filme, "Coming Around Again", de Carly Simon, se tornou um dos hits de 1986 da Billboard.

## Sinopse
Escritora de matérias culinárias de Nova Iorque Rachel Samstat e colunista político de Washington, D.C. Mark Forman se conhecem no casamento de um amigo em comum e, depois de um namoro rápido, eles se casam, apesar das reservas de Rachel. Eles compram um dilapidado sobrado em Georgetown e as reformas em curso e aparentemente intermináveis criam alguma tensão no seu relacionamento. Rachel, muito feliz ao descobrir que está grávida, está determinada a fazer seu casamento funcionar e torna-se uma dona-de-casa. Quando ela descobre evidências do caso extraconjugal de Mark com socialite Thelma Rice durante a gravidez de seu segundo filho, ela o abandona e leva sua filha Annie para Nova Iorque, onde ela vai morar com seu pai e tenta iniciar sua carreira. Mark finalmente convence-la a voltar para casa, mas quando é óbvio que seu jeito mulherengo nunca vai acabar, Rachel deixa-lo para o bem.

## Elenco
- Meryl Streep ... Rachel Samstat
- Jack Nicholson ... Mark Forman
- Stockard Channing ... Julie Siegel
- Jeff Daniels ... Richard
- Miloš Forman ... Dmitri
- Steven Hill ... Harry Samstat
- Catherine O'Hara ... Betty
- Mamie Gummer ... Annie
- Joanna Gleason ... Diana
- Anna Maria Horsford ... Della
- Richard Masur ... Arthur Siegel
- Maureen Stapleton ... Vera
- Mercedes Ruehl ... Eve
- Kevin Spacey ... ladrão no metrô

## Produção
O filme foi rodado em locações em Manhattan, Washington, D.C., e Alexandria, Virgínia. Mandy Patinkin foi originalmente escalado como Mark Forman, mas foi substituído por Jack Nicholson. A trilha sonora do filme foi composta por Carly Simon. O tema principal, "Coming Around Again", bem como a canção dos créditos finais, "Itsy Bitsy", estão incluídos, em 1987, no álbum de Simon, Coming Around Again.

## Recepção da crítica
Roger Ebert do Chicago Sun-Times o chamou de "um filme amargo, azedo sobre duas pessoas que são apenas marginalmente interessantes" e colocou grande parte da culpa na roteirista Nora Ephron, que "deveria ter baseado a sua história sobre o casamento de outra pessoa. Dessa forma, ela poderia ter fornecido a distância e perspectiva que boa comédia precisa. "Sentia-se" que ela aparentemente tinha muita raiva de transformar os fatos em ficção divertida". Variety achou que era "um filme muito bem trabalhado com atuações impecáveis e muitos momentos esplêndidos, mas o efeito geral é um pouco decepcionante", e acrescentou: "Embora os detalhes do dia-a-dia são desenhadas com uma clareza impressionante, o roteiro de Ephron nunca vai muito além dos maneirismos de vida de classe média. Mesmo com a informação de fundo esboçado, é difícil dizer o que essas pessoas estão se sentindo ou o que eles querem." Pauline Kael do The New Yorker escreveu: "O filme está cheio de pessoas talentosas, que [...] são divertidas de se assistir, mas depois de um tempo as cenas que não apontam qualquer lugar começar a somar, e você começar a se perguntar: 'Este filme é sobre o que?' Você ainda estão perguntando quando acabar, e até lá a planicidade, uma decepção, é provável que se instalaram ao longo dos fillips você tinha gostado", observando que "embora Ephron é uma talentosa e uma luz ensaísta espirituosa, sua novela não é mais que uma variante de uma fantasia de princesa: Rachel, a esposa, é perfeita; Mark, o marido, é simplesmente um ovo ruim—um adúltero E, lendo o livro, você não tem que levar a narração malcriada de Rachel muito a sério, sua auto-piedade é tão mal mascarada por humor e ousada média vivacidade que você sente que a autora está explorando sua vida—destruindo-a, apresentando-a como uma história em quadrinhos de ação rápida suculenta sobre um casamento de celebridades".

## Bilheteria
O filme estreou em 843 cinemas nos Estados Unidos em 25 de julho de 1986, e ganhou $5,783,079 durante sua semana de estreia, ocupando o # 2 na bilheteria atrás de Aliens. Ele eventualmente arrecadou um total de $25,314,189 nos EUA.

## Principais prêmios e indicações
Festival Internacional de Cinema de Valladolid 1986 (Espanha)
- Indicado na categoria de melhor atriz (Meryl Streep).